# Popielina
Popielina – wieś w Polsce położona w województwie łódzkim, w powiecie wieruszowskim, w gminie Lututów. Popielina leży w historycznej ziemi sieradzkiej. Do lat 50. XX w. znajdowała się w gminie Klonowa.
W latach 1975–1998 miejscowość administracyjnie należała do województwa sieradzkiego.